# Evanescence (musikalbum)
Evanescence är det självbetitlade tredje studioalbumet av det amerikanska rockbandet Evanescence som släpptes den 12 oktober 2011 i Sverige. Det producerades från början av Steve Lillywhite innan Nick Raskulinecz tog över rollen 2011. Albumet släpptes både i en standard edition och i en deluxe edition.
Första singeln från albumet blev låten "What You Want", vilket bekräftades av MTV den 11 juli 2011. Singeln släpps den 8 augusti och beskrivs av sångerskan Amy Lee som något riktigt annorlunda än vad de någonsin tidigare spelat in. Temat för låten är frihet vilket återkommer hos flera andra låtar på albumet.

## Bakgrund och inspelning
Första inspelningsomgången av albumet började den 22 februari 2010 tillsammans med producenten Steve Lillywhite och skivan planerades då att släppas någon gång under hösten 2010, vilket dock blev senarelagt. Arbetet återupptogs med den nya producenten Nick Raskulinecz under våren 2011 och skivan fortsatte spelas in i april-juni. Albumet blev färdiginspelat i juni och gavs ut den 12 oktober 2011.

## Musik

### Musikstil och inspirationn
Amy Lee sa i en intervju med Billboard att albumet är mycket påverkat av de elektroniska artisterna Björk, Depeche Mode och Massive Attack,. Gällande albumets tema nämnde Lee att hon inspireras av naturen och havet. I en intervju med rockmagasinet Kerrang! sa Lee även att hon inspirerats av livet och att "Musiken är om mig [och] mina relationer. Musiken och texten har också blivit aggressivare än någonsin tidigare." Hon har beskrivit musiken med orden episk, mörk, stor, vacker och desperat. I en intervju med MTV News sade hon att albumet var kul men inte på ett "poppigt sätt". Hon tillade att bandet hade kul under skapandet av låtarna. Skivans teman handlar om "brokenness, the quest for freedom, and then there's songs that are just about falling in love".

### Texter
I en intervju med tidningen Spin nämnde Amy Lee att hon skrev en del låtar på harpa, däribland balladen "Secret Door" och "My Heart Is Broken". En annan låt, "Oceans", börjat med en stor, låg synth och sång innan bandet hoppar in, säger Lee. Den 18 juni 2011 skickade Lee en video via Twitter där hon spelar låten "Secret Door". I en intervju med MTV News sa Lee att 16 låtar redan var färdiga för albumet men att alla inte skulle komma att vara med. Gällande låten som senare släpptes som singel sade hon "So, the song that I think is the first single is the song that wraps it all up. It's got a cool meaning, a lot of great lyrics going on, it also just smacks you right in the face and it's heavy and it's great ... I think that there's a couple songs that meet that same criteria." Hon tillade att det finns en annan låt som är väldigt "episk" och som handlade om förlusten av perspektiv hos någon som förlorar någon i en tragedi.

## Låtlista
Standard edition
1. What You Want (Amy Lee, Terry Balsamo och Tim McCord) - 3:41
2. Made Of Stone (Amy Lee, Terry Balsamo, Tim McCord, Will Hunt och Troy McLawhorn) - 3:33
3. The Change (Amy Lee, Terry Balsamo, Tim McCord, Will Hunt och Troy McLawhorn) - 3:42
4. My Heart Is Broken (Amy Lee, Terry Balsamo, Tim McCord och Will Hunt) - 4:29
5. The Other Side (Amy Lee, Terry Balsamo, Tim McCord och Will Hunt) - 4:05
6. Erase This (Amy Lee, Terry Balsamo, Tim McCord och Troy McLawhorn) - 3:55
7. Lost In Paradise (Amy Lee) - 4:42
8. Sick (Amy Lee, Terry Balsamo, Tim McCord och Will Hunt) - 3:30
9. End Of The Dream (Amy Lee, Terry Balsamo, Tim McCord och Will Hunt) - 3:49
10. Oceans (Amy Lee, Terry Balsamo och Tim McCord) - 3:38
11. Never Go Back (Amy Lee, Terry Balsamo och Tim McCord) - 4:27
12. Swimming Home (Amy Lee och Will Hunt) - 3:43

Bonuslåtar på deluxe edition
1. New Way To Bleed (Amy Lee och Terry Balsamo) - 3:46
2. Say You Will (Amy Lee, Terry Balsamo och Tim McCord) - 3:43
3. Disappear (Amy Lee, Terry Balsamo, Tim McCord och Troy McLawhorn) - 3:07
4. Secret Door (Amy Lee och Will Hunt) - 3:53

Bonuslåt på den japanska utgåvan
1. The Last Song I'm Wasting On You (Amy Lee) - 4:07

Bonuslåt på iTunes
17. What You Want (Elder Jepson Remix) (endast på deluxe edition) (Amy Lee, Terry Balsamo och Tim McCord) - 3:18

### DVD-material
Utgiven som bonusskiva till deluxe edition
1. What You Want (musikvideo)
2. Skapandet av What You Want musikvideon - Dag 1
3. Skapandet av What You Want musikvideon - Dag 2
4. Bakom kulisserna inne i studion
5. Bakom kulisserna på fotografering
6. Om låtarna: Secret Door
7. Om låtarna: The Change
8. Om låtarna: Never Go Back
9. Om låtarna: Made Of Stone
10. Om låtarna: Disappear
11. Om låtarna: What You Want
12. Om låtarna: My Heart Is Broken
13. Om låtarna: Oceans
14. Om låtarna: Lost In Paradise

## Medverkande
- Amy Lee – sång, keyboard, harpa
- Terry Balsamo – sologitarr
- Troy McLawhorn – kompgitarr
- Tim McCord – bas
- Will "Science" Hunt – trummor, programmering
- Will Hunt – trummor

- Nick Raskulinecz – producent
- Steve Lillywhite – producent (första sessionen, 2010)
- David Campbell – strängarrangemang